# José Bezerra da Silva
José Bezerra da Silva, conosciuto comunemente col solo cognome Bezerra da Silva (Recife, 23 febbraio 1927 – Rio de Janeiro, 17 gennaio 2005) è stato un cantante, compositore, violinista, percussionista brasiliano, interprete soprattutto dei generi musicali Samba de coco e Partido-alto, due stili di Samba.

## Tematiche
Considerato "Ambasciatore delle favelas", trattò tematiche principalmente legate al sociale all'interno di tali povere comunità.
Altri temi cantati da Bezerra sono lo sfruttamento dei lavoratori, la corruzione e l'uso di droga.
Nel 2003, due anni dopo essersi convertito all'evangelismo nella igreja Universal do Reino de Deus, registrò il cd Caminho de Luz.